# بوروندي (كينيا)
بوروندي هي قرية ريفية في مقاطعة كاكاميغا في المقاطعة الغربية السابقة في كينيا. وهي جزء من جناح غرب كابراس في دائرة مالافا ومجلس مقاطعة كاكاميجا.

## السكان
يعيش في بوروندو شعب الكابراس، وهم أحد فروع جماعة اللوهيا العرقية.
تضم القرية مشاهير من رجال الطب التقليدي والمتخصصين فيه، منهم السيد مورونجا جوزيف مولامبولا، وهو معلم أيضًا، ولا تزال بعض أنواع الأعشاب القديمة جدًا موجودة على ضفاف نهر لوسومو، المحاذي لبوروندي جنوبًا. ينحدر لاعب كرة القدم الكيني السابق جوناثان نيفا من قرية بوروندي، وقد أثارت جنازته رسميًا شغف شباب القرية بموسيقى الريغي.

## الأنشطة الاقتصادية
النشاط الاقتصادي الرئيسي هو زراعة قصب السكر كمحصول نقدي، وتُزرع الذرة والبطاطا الحلوة لأغراض معيشية. تُربى الأبقار والأغنام والماعز والدجاج والبط على نطاق ضيق.

## التعليم
توجد مدرسة ابتدائية عامة واحدة فقط، مدرسة بوروندي الابتدائية ولا توجد مدرسة ثانوية، ويلتحق معظم الأطفال بمدارس القرى المجاورة. القرية قليلة السكان، ومعظم سكانها متعلمون، ومن أبرز علماء هذه القرية الدكتور شيكوكو موسيما مولامبولا، المحاضر الأول في جامعة موي، قسم علم النفس التربوي، والدكتور تشيموكو ويكيسا، الذي يعمل خبيرًا في بيئة المناظر الطبيعية في معهد كينيا لأبحاث الغابات (KEFRI)، وبرنامج أبحاث منطقة الساحل البيئي، حصل الدكتور ويكيسا على درجتي الدكتوراه والماجستير في علم بيئة الغابات من جامعة إيجرتون، ودرجة البكالوريوس في علم الغابات من جامعة موي.

## البنية التحتية والطاقة
يمر خط نقل كهرباء فائق الجهد (132 كيلوفولت) من شلالات أوين في جينجا، أوغندا عبر قرية بوروندو، متجهًا إلى نيروبي عبر محطة تحويل في كيسس قرب إلدويريت. كما توجد محطة كهرباء فرعية في قرية موساغا المجاورة، تربط غرب كينيا بالشبكة الوطنية، ومع ذلك، فإن قرية بوروندو نفسها لا تحصل على الكهرباء.
تغطية شبكة الطرق جيدة، لكن مقطورات نقل قصب السكر تُسبب فوضى أثناء حصاده. تُوفر شركات زين ويو وسفاريكوم تغطية شبكة الهاتف المحمول، ولها محطات قاعدية في نامباشا وموهوني.